# Corrida aos bancos

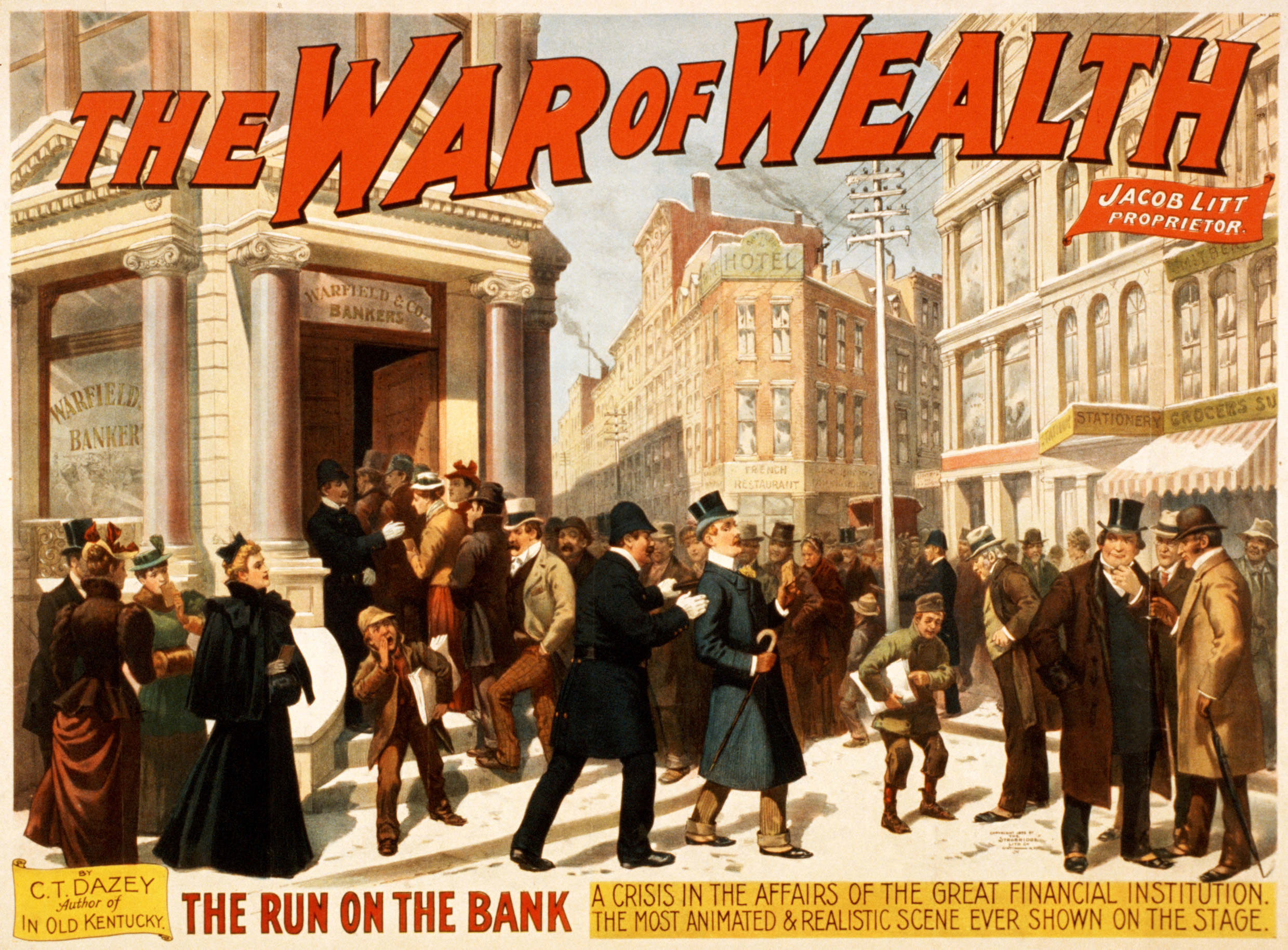
Um cartaz para o melodrama da Broadway de 1896 The War of Wealth, ilustra uma típica corrida aos bancos do século XIX nos Estados Unidos.

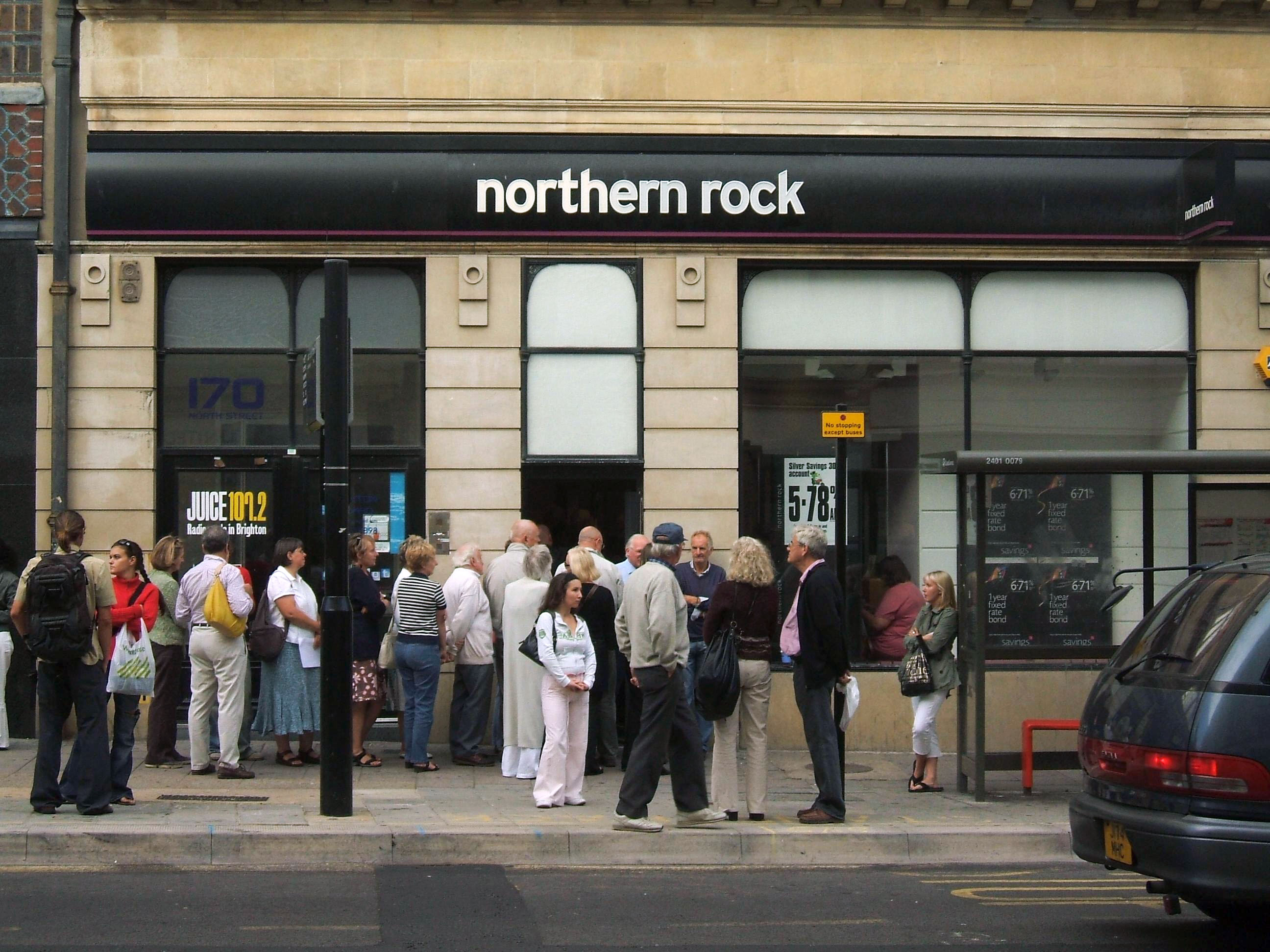
Corrida ao Northern Rock em 2007. Este banco do Reino Unido seria nacionalizado.

Uma corrida aos bancos (também chamada corrida aos depósitos) ocorre quando um grande número de clientes de um banco levanta os seus depósitos porque crêem que o banco está, ou pode ficar, insolvente. À medida que o pânico progride, gera o seu próprio momento, como uma profecia autorrealizável (ou retroalimentação positiva): à medida que mais pessoas levantam os seus depósitos, a probabilidade de incumprimento do banco aumenta, e isto encoraja mais levantamentos. Isto pode desestabilizar o banco ao ponto de este ficar à beira da falência.

Um pânico bancário ou pânico dos bancos é uma crise financeira que ocorre quando muitos bancos são alvo de corridas aos depósitos simultaneamente. Uma crise bancária sistémica ocorre quando todo ou quase todo o capital dos bancos de um país é liquidado. A cadeia de falências resultante pode causar uma longa recessão económica. Muito do prejuízo económico da Grande Depressão foi diretamente causado por corridas aos bancos. O custo de resolução de uma crise bancária sistémica pode ser enorme, com custos fiscais equivalentes, em média, a 13% do PIB e perdas de produção equivalentes, em média, a 20% do PIB nas crises importantes ocorridas entre 1970 e 2007. Várias técnicas podem ajudar a prevenir corridas aos bancos. Entre elas incluem-se a suspensão temporária dos levantamentos, a organização de bancos centrais que funcionam como emprestadores de último recurso, a proteção de sistemas de seguro de depósitos como o fundo de garantia bancária em Portugal, ou a Federal Deposit Insurance Corporation nos Estados Unidos, e regulação bancária governamental. Estas técnicas nem sempre funcionam: por exemplo, mesmo com seguro de depósitos, os depositantes podem mesmo assim ser motivados pela crença de que podem não ter acesso imediato aos depósitos durante a reorganização bancária.